# Ганс Макарт
Ганс Макарт (нім. Hans Makart; 28 травня 1840, Зальцбург — 3 жовтня 1884, Відень) — австрійський художник, декоратор, дизайнер меблів і інтер'єрів, художник по костюмах, видатний представник академізму.

## Біографія
Макарт навчався живопису в Мюнхені у Карла Теодора фон Пілоті. У 1861—1865 рр. Ганс Макарт виробив власний стиль. Перша його картина — «Лавуазьє у в'язниці» — була присвячена останнім дням великого французького фізика, жертви якобінського терору.
Ганс Макарт — автор великих історичних і алегоричних композицій, безлічі портретів. За життя здобув широке визнання і мав багато шанувальників. Його студія в 1870-80 роках була центром культурного життя віденського суспільства.
Макарт вплинув на європейських художників-модерністів, таких як Густав Клімт і Альфонс Муха.

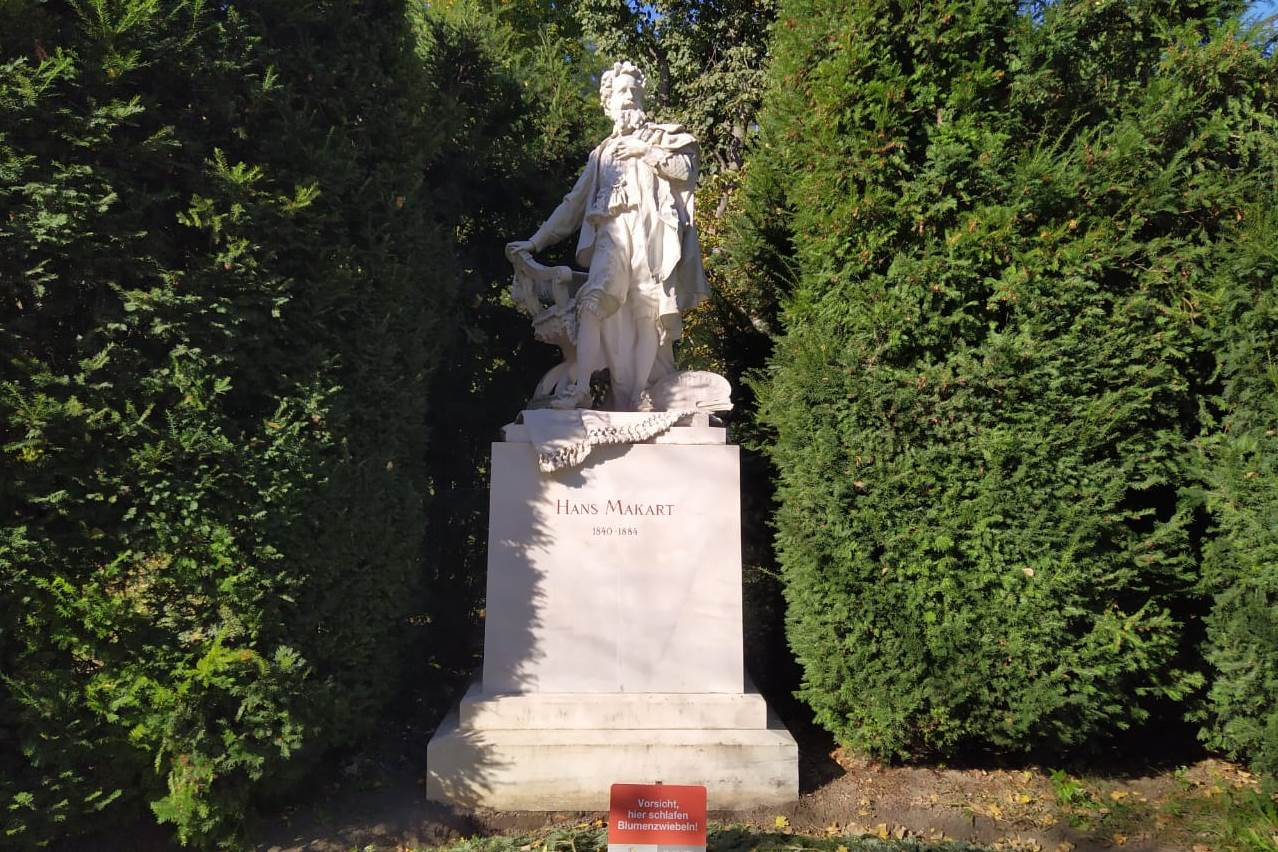
Пам'ятник Гансу Макарту у Віденському міському парку

У 1882 р. імператор Франц Йосиф доручив Макарту розпис спальні імператриці Єлизавети в резиденції Гермесвілла, розташованої у віденському передмісті Лайнц. Живопис мав ілюструвати «Сон в літню ніч» Шекспіра. Макарт виконав безліч етюдів, але розписати стіни йому завадила смерть. Його проект так і не був реалізований.
Більшість робіт Макарта знаходяться в музеях Відня.